# Sonoda megalophthalma
Sonoda megalophthalma är en fiskart som beskrevs av Grey, 1959. Sonoda megalophthalma ingår i släktet Sonoda och familjen pärlemorfiskar. Inga underarter finns listade i Catalogue of Life.